# Comuna Novooleksandrivka, Kirovohrad
Novooleksandrivka (în ucraineană Новоолександрівка) este o comună în raionul Kirovohrad, regiunea Kirovohrad, Ucraina, formată din satele Mederove, Molodețke, Novooleksandrivka (reședința) și Novovolodîmîrivka.

## Demografie
Componența lingvistică a comunei Novooleksandrivka
     Ucraineană (94,04%)
     Rusă (5,05%)
     Alte limbi (0,92%)
Conform recensământului din 2001, majoritatea populației comunei Novooleksandrivka era vorbitoare de ucraineană (94,04%), existând în minoritate și vorbitori de rusă (5,05%).